# Lepidochrysops loewensteini
Loewenstein’s Blue (Lepidochrysops loewensteini) là một loài bướm ngày thuộc họ Lycaenidae. Nó là loài đặc hữu của Nam Phi và Lesotho. It is mainly được tìm thấy ở Lesotho and on the high slopes above Dulcie's Nek in the East Cape.
Sải cánh dài 32–35 mm đối với con đực and 32–33 mm đối với con cái. Con trưởng thành bay từ tháng 1 đến tháng 2. Có một lứa một năm.